# Фредерік Рюйш
Фредерік Рюйш (нід. Frederik Ruysch, 1638–1731) — голландський судовий медик, професор анатомії і ботаніки, анатом, майстер виготовлення та колекціонер анатомічних препаратів.

## Життєпис. Ранні роки
Фредерік Рюйш народився в місті Гаага в забезпеченій родині. В родині було шестеро дітей. В 16-річному віці Фредерік втратив батька. Мати направила сина до аптекаря в навчання, що стало першою значною зустріччю Фредеріка з технологіями виготовлення ліків і алхімічними знаннями. Молодому Рюйшу вдалося придбати ліцензію, що давала право відкрити власну невеличку крамницю. Це спрямувало зусилля молодика на навчання в Лейденському університеті. По закінченню навчання він отримав звання медика і став судовим експертом. Лише цей статус надав йому право доступу до пологів та аутопсіям трупів померлих і жертв  убивств.

## Практикуючий лікар і анатом
Рюйш рокам залишався практикуючим лікарем і анатомом. Так з'явилась його колекція каміння, вилученого з жовчного та сечового міхура. Кожний камінь мав ретельний опис історії хвороби пацієнта.

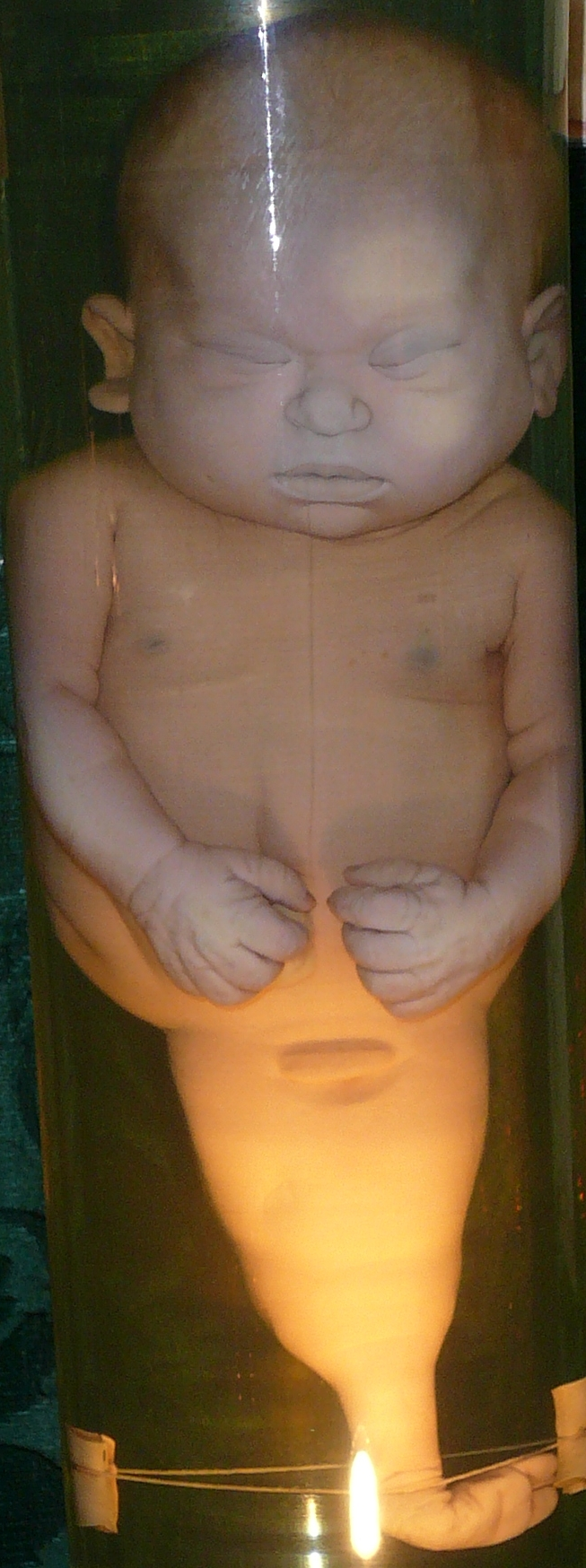

Доступ до пологів відкрив унікальну можливість «отримувати» живих дітей і зародків з аномаліями розвитку. В ту добу особливе поширення мали кабінети курйозів в заможній Голландії. Широкі зв'язки з Ост-Індською компанією і власні колонії в Азії стали постійним джерелом для поповнення кабінетів курьйозів голландських колекціонерів. Колекції дещо демократизуються і їх збирають аптекарі, лікарі, науковці, художники. Так Фредерік Рюйш став колекціонером анатомічних препаратів і зародків з анатомічними аномаліями, які доповнив засушеними опудалами екзотичних риб і комах, тварин і мушль з тропіків, коралів.

## Анатомічні колекції Рюйша
До створення анатомічних препаратів Фредерік Рюйш підійшов як до родинного ремесла чи родинного бізнесу. Сміливість в роботі з трупами була притаманна як батьку, так і його дітям — Рюйшу діяльно допомагав син і, особливо, дочка Рахель. Саме Рахель Рюйш стане охоронцем секрету так званого «бальзамувального лікеру», який винайшов  Фредерік Рюйш і який сприяв бальзамуванню і довготривалому збереженню анатомічних препаратів.

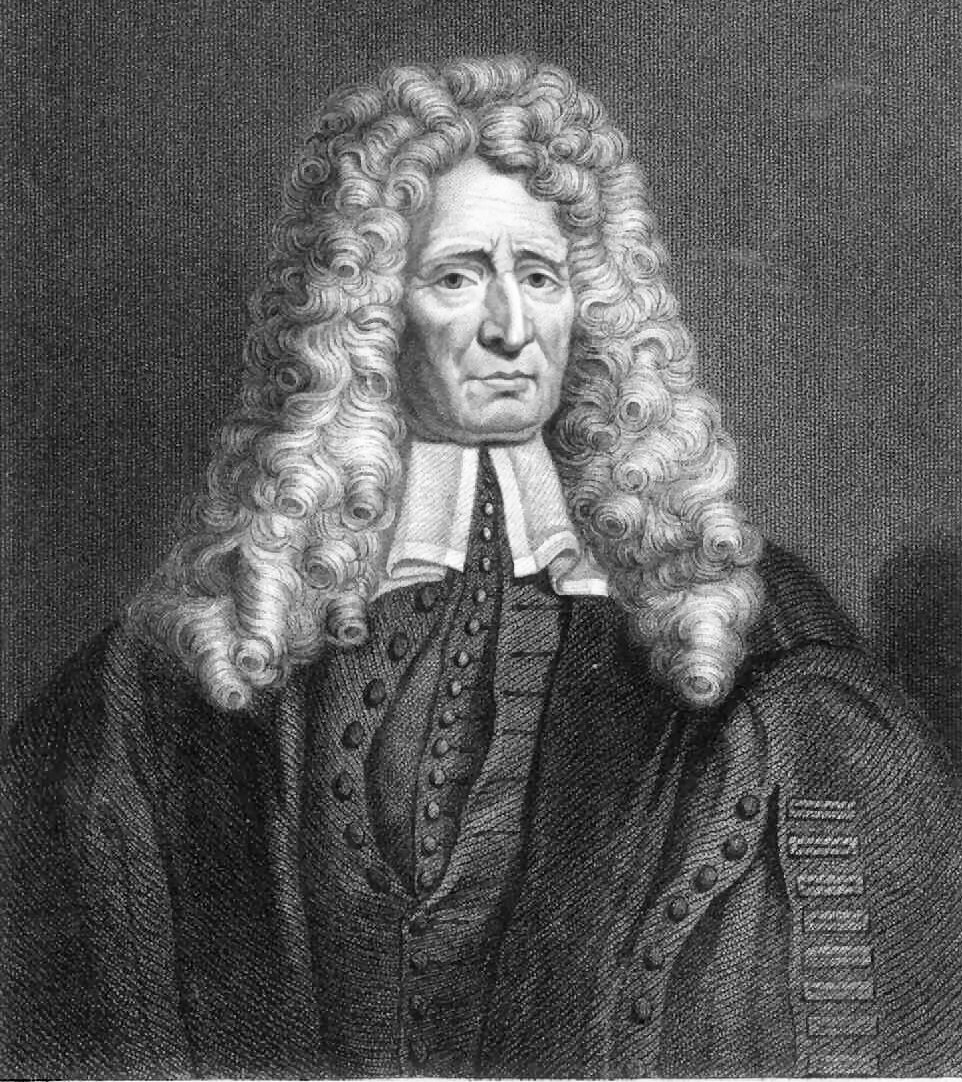
Фредерік Рюйш в похилому віці

Музейній колекції анатомічних препаратів Рюйша були притаманні усі риси кабінету курйозів, для якого відвели п'ять залів. Кістяки людей експонували разом з рідкісними зразками мушлей, опудалами тварин, птахів і риб, коралів, висушених рідкісних рослин. Кожний кістяк супроводжував пояснювальний напис. Особливу увагу приділяли експонуванню кістяків і забальзамованих трупів дітей. Рахіль  прикрасила голівки і ручки померлих і забальзамованих дітей мереживом. Анатомічні колекції супроводжували латинські написи повчального, дидактичного характеру про скороминущість життя і його насолод. Музей Рюйша, що набув популярності, два рази на тиждень відкривали для всіх охочих за платню. Серед почесних відвідувачів музею Рюйша — московський цар Петро І, що завітав до закладу в 1698 році. Анатомічні колекції надзвичайно зацікавили молодого царя, який запозичив в Голландії і ідею створення аналогічного музею чи розділу в майбутній петербурзькій Кунсткамері. Петро І відвідував лекції з анатомії, що читав Рюйш, неодноразово відвідував його приватний музей. 1716 року, під час другого візиту до Голландії, цар почав перемови про придбання анатомічних колекцій Рюйша. Вони були придбані за величезну на той час суму в 30.000 гульденів і перевезені в Петербург двома вітрильниками.
Рюйш не зупинився і створив колекцію анатомічних препаратів вдруге. Він створив її каталог 1724 року з посвятою російському царю в надії, що той придбає і її. Але не отримав пропозицій з Петербурга, бо Петро важко хворів і помер в січні 1725 року. Рюйш звернувся з пропозиціями продати колекцію Паризькій Академії наук, але академіки її не придбали. Рюйш помер на 92 році життя. По смерті анатома другу колекцію продали на аукціоні вроздріб і її окремі зразки розійшлися по різним країнам.

## Злочинні «нащадки» в Британії

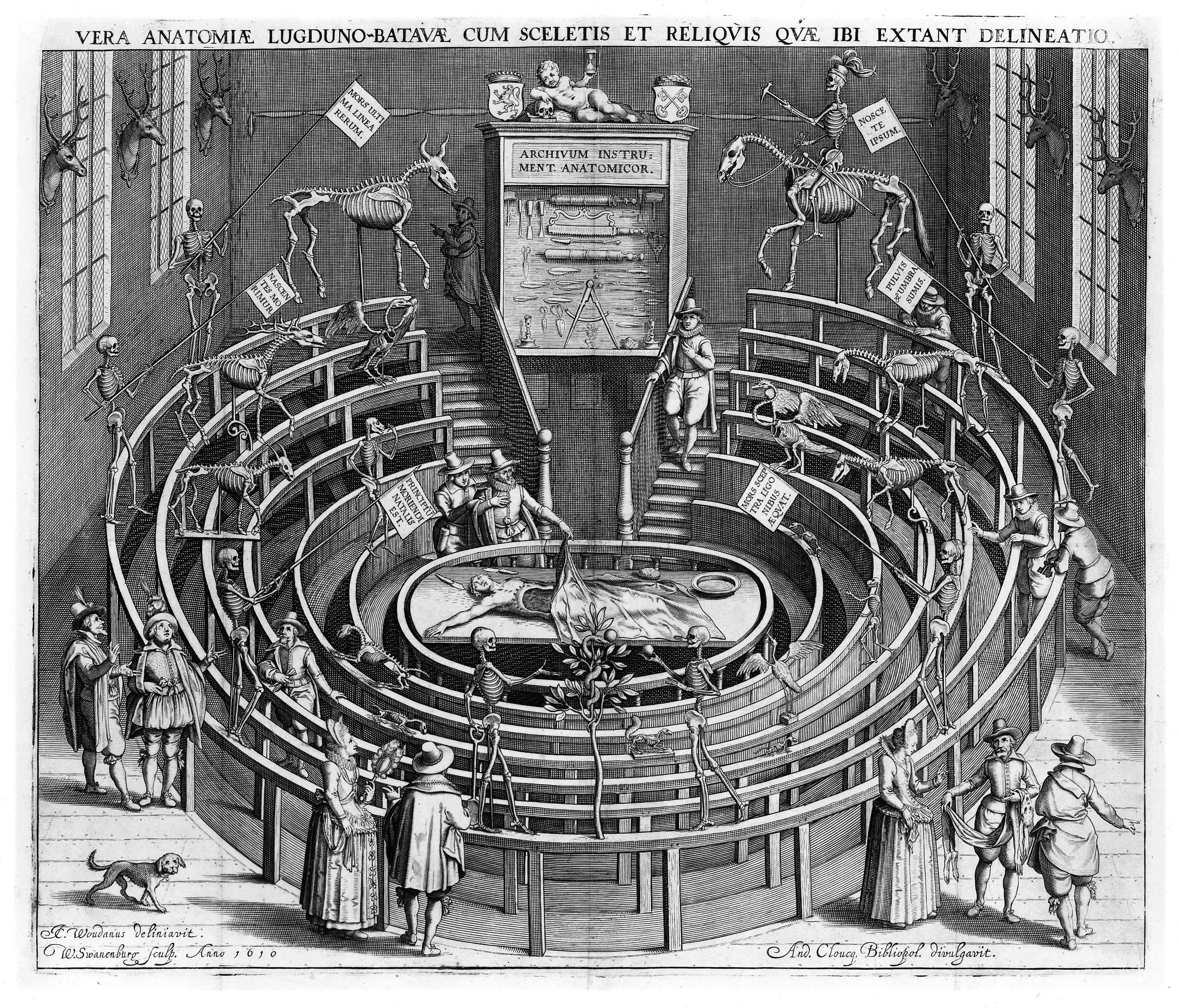
Анатомічний театр в місті Лейден.

Бурхливий розвиток наук і анатомії в Європі обумовив попит на трупи для аутопсій. Цьому діяльно протистояла церква, хоча католицька і православна церкви століттями підтримували культ святих мощей, поклоніння їм і їх збереження. 
Створення власних колекцій анатомічних препаратів підтримувалось навчальними закладами і входило до завдань студентів-медиків. В Лондоні навіть діяв аукціон з продажу вже створених анатомічних препаратів. Був надрукований і відповідний посібник для студентів 18 ст. Виготовленням анатомічних препаратів уславився і респектабельний лікар Джон Гантер, хірург і анатом. Він навіть мав салон на Лейсестер стріт, де демонстрував їх. Мав Джон Хантер і власний рецепт бальзамуючої рідини, куди входили каніфоль, віск, кармін та лак.
Попит не вдовольняли навіть епідемії. Банда Бішопа, аби не втрачати прибутки, перейшла до убивств живих людей.  Злочини обмежували арешти (в тому числі і банди Бішопа) і припинив закон 1832 року, коли англійські лікарі отримали офіційне право працювати з трупами, не контактуючи зі злочинними розкрадачами могил.